# Normani Kordei
Normani Kordei Hamilton (Atlanta, 31 mei 1996), artiestennaam Normani, is een Amerikaanse zangeres, songwriter en danseres.
Normani kreeg haar bekendheid door de meidengroep Fifth Harmony, waarvan de leden bij elkaar werden gezet in het tweede seizoen van X-Factor. Ze was daarnaast ook deelnemer in seizoen 24 van Dancing with the Stars, waar ze derde werd. Haar eerste single als solist, het duet Love Lies met Khalid opgenomen voor de soundtrack van de film Love, Simon, bereikte nummer 9 op de Amerikaanse Billboard Hot 100. Normani werkte ook samen met Calvin Harris aan de singles "Checklist" en "Slow Down" van de EP Normani x Calvin Harris, en bracht het nummer" Waves" uit met 6lack in oktober 2018. In januari 2019 bracht ze een nieuwe single uit met Sam Smith, "Dancing With A Stranger".
In de zomer van 2019 verscheen haar debuutsingle Motivation. De single, die meegeschreven werd door Ariana Grande, haalde in vele landen de hitlijsten.

## Discografie

### Singles
| Single met eventuele hitnotering(en) in de Nederlandse Top 40 | Datum van verschijnen | Datum van binnenkomst | Hoogste positie | Aantal weken | Opmerkingen |
| ------------------------------------------------------------- | --------------------- | --------------------- | --------------- | ------------ | ----------- |
| "Motivation"                                                  | 16-08-2019            | 2019                  | 24              | 6            |             |

| Single met hitnotering(en) in de Vlaamse Ultratop 50 | Datum van verschijnen | Datum van binnenkomst | Hoogste positie | Aantal weken | Opmerkingen |
| ---------------------------------------------------- | --------------------- | --------------------- | --------------- | ------------ | ----------- |
| "Motivation"                                         | 2019                  | 2019                  | 40              | 5            |             |

## Tournees
Supporting Act
- Ariana Grande - Sweetener World Tour (Noord-Amerika)

- International Standard Name Identifier: 0000 0004 6554 9598
- Library of Congress Control Number: no2017106048
- MusicBrainz: 04d93730-f81c-450c-8441-d5f5fcf98485
- Virtual International Authority File: 4723150325535710090003
- WorldCat: E39PBJxxhB3mYgXbxh6JMFfQbd